# Chimbote
Chimbote er en by i den nordvestlige del af Peru, hovedstad i regionen Ancash. Byen har et indbyggertal (pr. 2007) på cirka 329.000, og ligger på landets Stillehavskyst. Chimbote er centrum for Perus fiskeindustri.
9°4′S 78°35′V / 9.067°S 78.583°V
- Wikimedia Commons har flere filer relateret til Chimbote